# North Road (Manchester)
North Road là một Sân vận động bóng đá và sân bóng gậy tại Newton Heath của thành phố Manchester thuộc Vương quốc Anh. Đó là sân nhà đầu tiên của Câu lạc bộ bóng đá Manchester United - sau đó được biết đến với cái tên Câu lạc bộ bóng đá Newton Heath Lancashire & Yorkshire Railway - từ nền tảng của nó vào năm 1878 cho đến năm 1893, khi câu lạc bộ chuyển đến một vùng đất mới tại Bank Street, Clayton.
Ban đầu, mặt sân chỉ là mặt đất nền, xung quanh khán đài chỉ chứa khoảng 12.000 khán giả. Việc nâng cấp các khán đài vào năm 1891 tăng sưc chứa lên khoảng 15.000 khán giả đến theo dõi trận đấu. Câu lạc bộ bóng đá có chữ ký cầu thủ chuyên nghiệp đầu tiên của mình vào năm 1886 và bắt đầu tách từ công ty đường sắt là nhà tài trợ, nhưng không có hỗ trợ tài chính của công ty đó là không thể đủ khả năng thuê đất và bị chấm dứt việc thuê sân.

## Lịch sử

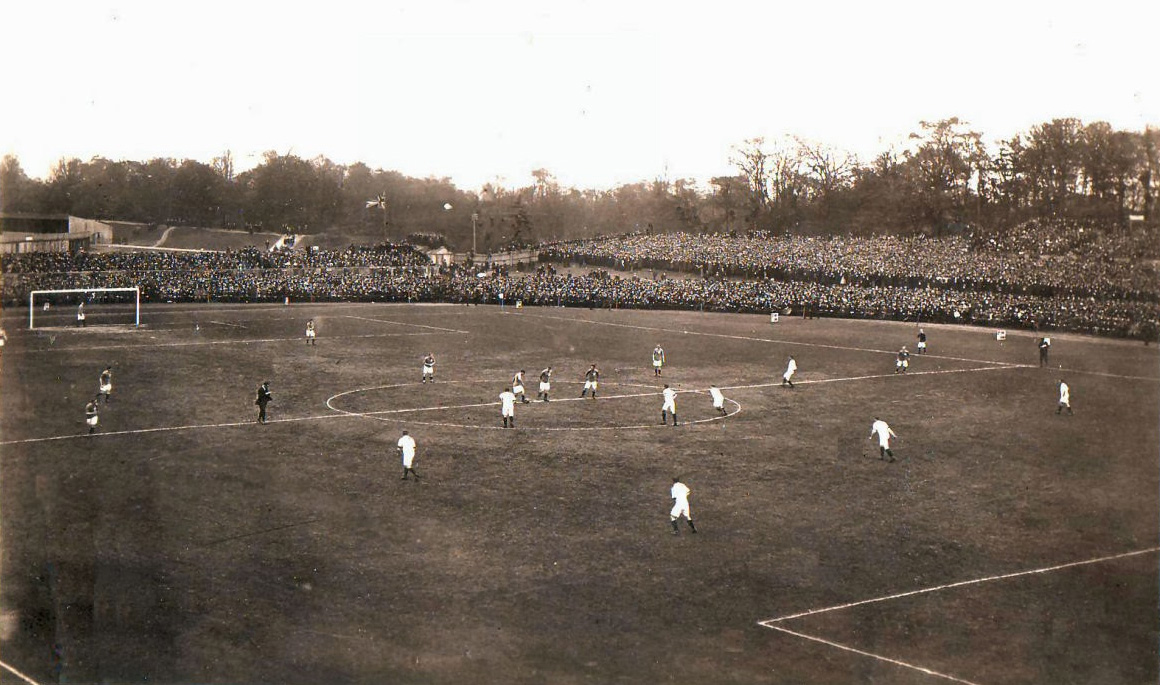

Sau khi đội bóng Newton Heath thành lập, theo yêu cầu của các nhân viên Lancashire and Yorkshire Railway (LYR) của công ty vận chuyển và Wagon Works, câu lạc bộ cần một sân để chơi bóng. Địa điểm được chọn thuộc quyền sở hữu của Nhà thờ Manchester, nơi đó thuận lợi cho việc đi lại vì nằm bên cạnh tuyến đường sắt. Đó là 1 bãi đất gập ghềnh đá vào mùa hè; nhiều đầm lầy và bùn vào những tháng mùa mưa. Công ty đường sắt đã đồng ý trả tiền thuê sân để Câu lạc bộ hoạt động bóng đá. Các trận đấu đầu tiên được thi đấu trên mặt sân đã diễn ra vào năm 1880, hai năm sau khi thành lập câu lạc bộ, hầu hết trong số đó là những trận thi đấu giao hữu.
Các trận đấu chính đầu tiên được tổ chức tại sân North Road là một trận đấu vòng đầu tiên của giải Lancashire Cup, đội bóng Newton Heath chống lại đội dự bị của Blackburn Olympic vào ngày 27 Tháng 10 năm 1883, trong đó Newton Heath để thua với tỷ số 7-2.
Mặt sân North Road ban đầu chỉ chứa 12 000 khán giả những đã được mở rộng lên tới 15 000 khán giả vào năm 1887. Nhưng trong năm 1891 Newton Heath đã sử dụng tài chính dự trữ để mua hai khán đài, mỗi khán dài thêm 1000 chỗ ngồi. Tuy nhiên, việc này dẫn đến câu lạc bộ mâu thuẫn với công ty đường sắt, Họ đã từ chối đóng góp bất kỳ tài chính nào để đối phó. vào năm 1892, câu lạc bộ đã bán 2000£ bằng cổ phiếu vốn để thanh toán các khoản nợ phát sinh do sự mở rộng của mặt sân. Sự chia rẽ của lãnh đạo công ty đường sắt để ngừng trả tiền thuê sân khiến Nhà thờ tăng tiền thuê sân. Dưới sức ép tài chính, Nhà thờ quyết định chấm dứt việc thuê sân North Road của Câu lạc bộ vào tháng 6 năm 1893, an eviction notice was served on the club in June 1893. Quản lý của Câu lạc bộ đã tìm kiếm một sân vận động mới và họ chuyển tới sân Bank Street, cách Clayton khoảng 3 dặm.

## Hồ sơ
Mặc dù các số liệu đã không được ghi cho nhiều trận sớm nhất tại North Road, sự tham dự ghi nhận cao nhất ở mặt sân là khoảng 15.000 khán giả cho một trận đấu ở Giải hạng nhất, đó là trận đấu với Sunderland vào ngày 04 tháng 3 năm 1893. Một tham dự tương tự cũng được ghi nhận cho trận giao hữu trận đấu với Villa Gorton vào ngày 05 Tháng Chín năm 1889. Một tham dự giải đấu thấp kỷ lục khoảng 1 000 khán giả được ghi nhận cho ở giải Football Alliance, đó là trận đấu với Walsall Town Swifts vào ngày 21 tháng tư 1890 và Birmingham City vào ngày 13 tháng 12 năm 1890. Tuy nhiên, sự tham dự khoảng 400 khán giả được ghi nhận tại giải Manchester Cup, đó là trận đấu với Eccles vào ngày 31 tháng 1 năm 1885.